# Амалія Нассау-Вайльбурзька
Амалія Нассау-Вайльбург, повне ім'я Амалія Шарлотта Вільгельміна Луїза (нім. Amalie von Nassau-Weilburg, 7 серпня 1776 — 19 лютого 1841) — принцеса Нассау-Вайльбурзька, дочка князя Нассау-Вайльбургу Карла Крістіана та принцеси Оранж-Нассау Кароліни, дружина князя Ангальт-Бернбург-Шаумбург-Гойму Віктора II, а після його смерті — барона Фрідріха фон Штайн-Лібенштайн Бархфельдського.

## Біографія
Амалія народилась 7 серпня 1776 року у Кірхґаймболандені. Вона була дев'ятою дитиною та четвертою дочкою в родині князя Нассау-Вайльбургу Карла Крістіана та його дружини Кароліни Оранж-Нассау.
У 17-річному віці її пошлюбив 25-річний принц Ангальт-Бернбург-Шаумбург-Гоймський Віктор. Весілля відбулося у Вайльбурзі 29 жовтня 1793 року. В подружжя народилося четверо дочок.
1806 року Віктор успадкував від батька Ангальт-Бернбург-Шаумбург-Гойм, однак, весь час його панування до 1812 року, право на правління оскаржував дядько Фрідріх.
22 квітня 1812 року Віктор помер. Амалія за дев'ять місяців знову вийшла заміж. Весілля відбулося 15 лютого 1813 року у Шаумбурзі. Нареченій було 36 років, нареченому за день до цього виповнилося стільки ж. Невдовзі у пари народився єдиний син.
Амалія пішла з життя 19 лютого 1841 року.

## Родина
Чоловік — Віктор II, князь Ангальт-Бернбург-Шаумбург-Гоймський
Діти:
- Ерміна (1797—1817) — дружина австрійського ерцгерцога Йозефа Антона, палатина Угорщини, мала сина та дочку;
- Адельгейда (1800—1820) — дружина наслідного принца Августа Ольденбурзького, мала із ним двох дочок;
- Емма (1802—1858) — дружина князя Вальдек-Пірмонту Георга II, мала із ним п'ятеро дітей;
- Іда (1804—1828) — дружина наслідного принца Августа Ольденбурзького, що був удівцем її сестри Адельгейди, мала єдиного сина.

Чоловік — Фрідріх, барон Бархфельдський
Діти:
- Фрідріх Густав (1813—1875) — граф фон Бархфельд, був одружений з Кароліною Шульце.